# Coração (símbolo)

Símbolo de coração convencional

O símbolo de coração (❤️) é um ideograma usado para expressar a ideia do "coração" em seu sentido metafórico, como o centro de emoção humana, ligado a ideais de carinho e amor, especialmente (mas não exclusivamente) amor romântico.
O "coração ferido", indicando "doença do amor", passou a ser representado como um coração simbólico perfurado por uma flecha, ou com o símbolo do coração "quebrado" em duas ou mais partes.

## História

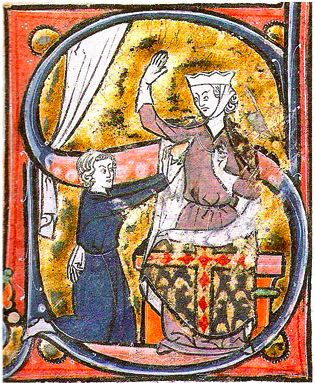
A mais antiga conhecida representação visual de um símbolo do coração, com um amante que entrega seu coração para a senhora amada, em um manuscrito de meados do século XIII.

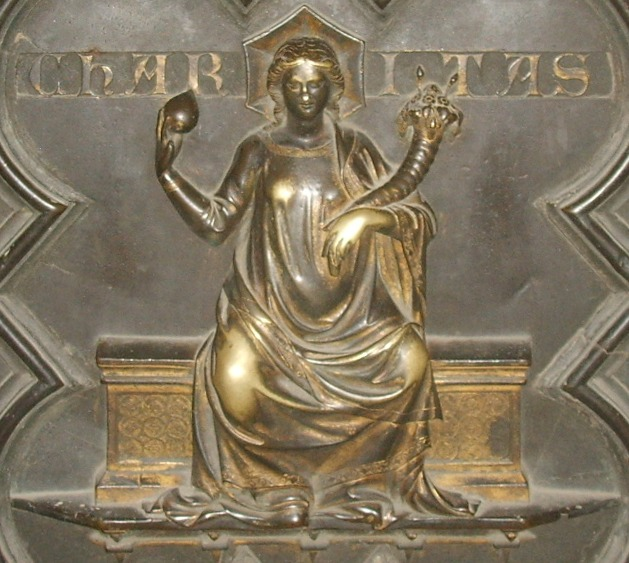
Caridade por Andrea Pisano (c. 1337), segurando um coração em sua mão direita.

Antes do século XIV, o "formato de coração" não era associado com o significado da metáfora do "coração". A forma geométrica em si é encontrada em fontes muito mais cedo, mas, nesses casos, não retrata um "coração", mas uma folhagem. Em exemplos da Antiguidade, retratava folhas de figo. Na iconografia medieval e na heráldica, retratava, normalmente, as folhas de hera e ninfeáceas.
A combinação da "forma de coração" e seu uso dentro da metáfora "coração" foi  desenvolvida no final da Idade Média.
Com possíveis antecessores diretos nos séculos XIII e XIV, o conhecido símbolo do amor que o coração representa foi desenvolvido no século XV, e tornou-se muito popular no século XVI.
No século XVI, os indígenas tupis do litoral do Brasil consideravam que o centro das emoções humanas era o fígado, e não o coração.